# Octapharma
Die Octapharma AG ist ein forschendes und produzierendes pharmazeutisches Unternehmen mit Hauptsitz in Lachen, Schweiz.
Octapharma ist spezialisiert auf die Entwicklung, Produktion und den Vertrieb von Arzneimitteln zur Behandlung verschiedener Erkrankungen der Blutgerinnung. Sie basieren auf humanen Proteinen, die aus Blutplasma, gereinigt oder rekombinant in einer humanen Zelllinie, hergestellt werden. Das 1982 unter dem Namen Lecarsa S.A. in Genf gegründete, inhabergeführte Unternehmen beschäftigte im Jahr 2020 über 9'000 Mitarbeiter in 31 Niederlassungen. Die Medikamente werden in über 118 Ländern eingesetzt. Weltweit wird 2020 ein Umsatz von 2,4 Mrd. Euro erwirtschaftet.

## Forschung und Entwicklung
Der Bereich Forschung und Entwicklung ist an den Standorten in Wien, Frankfurt am Main, Berlin und Heidelberg angesiedelt. Zusätzlich zu dem Schwerpunkt der Weiter- und Neuentwicklung von Arzneimitteln aus Blutplasma wird auch weiter an der gentechnischen Herstellung von rekombinanten Proteinen unter Verwendung einer humanen Zelllinie gearbeitet. Hauptindikationsgebiete sind die Bereiche Gerinnung, Immuntherapie und Intensivmedizin.
Zu den im März 2015 aktuellen Forschungs- und Entwicklungsprojekte gehören sowohl rekombinante Proteine als auch aus dem Blutplasma isolierte. Zu den rekombinanten Proteinen zählen ein aktivierter Gerinnungsfaktor VII, ein granulocytenkoloniestimulierender Faktor mit verlängerter Halbwertszeit und ein Hepatozytenwachstumsfaktor (r-HGF), zu den aus dem Blutplasma gewonnenen Proteinen zählen ein Fibrinogenkonzentrat, Immunglobuline der nächsten Generation, lyophilisiertes Plasma, ein C1-Esterase-Inhibitor und ein α1-Antitrypsin.

## Produkte
Das Unternehmen stellt Medikamente zur Behandlung verschiedener Erkrankungen in den Bereichen Gerinnung (Hämophilie A und B, Von-Willebrand-Syndrom), Immunologie (Antikörpermangel, Rhesusprophylaxe, verschiedene Autoimmunerkrankungen) und Intensivmedizin (thrombotisch-thrombozytopenische Purpura, Hypovolämie, DIC und andere komplexe Gerinnungsstörungen) her. Die Fraktionierung der Plasmapräparate erfolgt in vier Produktionsanlagen in Wien, Stockholm, Lingolsheim und Springe.
Im Juli 2014 wurde das erste rekombinante, in einer humanen Zelllinie hergestellte Produkt (ein Gerinnungsfaktor VIII) in Europa zugelassen.

## Octapharma in Deutschland

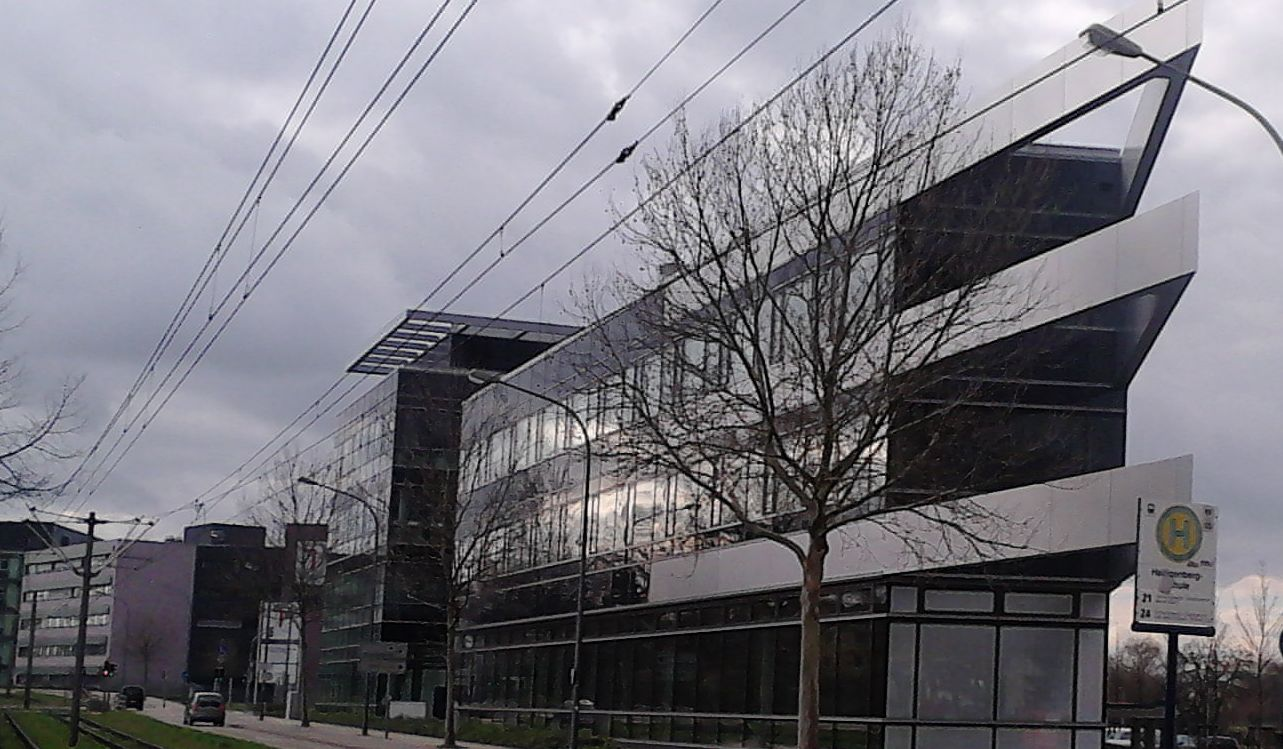
Octapharma-Gebäude in Heidelberg

Octapharma betreibt in Deutschland Niederlassungen in Langenfeld (Rheinland) und Dessau, die für Vertrieb und Distribution verantwortlich sind. An weiteren Standorten sind Produktion (Springe) sowie Forschung und Entwicklung (Frankfurt am Main, Berlin, Heidelberg) angesiedelt. Im Jahr 2012 zog die Octapharma Biopharmaceuticals GmbH von München in das neue Gebäude im Technologiepark in Heidelberg. Octapharma Biopharmaceuticals hat sich auf die Entwicklung von human-identischen Proteinen spezialisiert, die aus humanen Zelllinien gewonnen werden.
1993 kamen Bestechungsvorwürfe im Handel mit Blutprodukten auf, hierbei wurde Octapharma zusammen mit einer Reihe weiterer Firmen erwähnt.
Seit 2006 gehört die Deutsche Gesellschaft für Humanplasma, die in zehn Städten Einrichtungen zur Spende von Blutplasma betreibt, zur Octapharma AG. Im November 2014 wurde sie auch namentlich angepasst und heisst seitdem Octapharma Plasma GmbH.

## Octapharma in Österreich
Im Jahr 1989 wurde der Standort in Wien als erster Produktionsstandort des Unternehmens erworben und erhielt zuerst 1990 eine GMP und 2004 auch die FDA-Zulassung. Das Werk in Favoriten wurde im Herbst 2023 beginnend erweitert, sodass mit Ende 2024 am größten Standort des Unternehmens über 1.500 Mitarbeiter beschäftigt sind.

## Kritik
Gemäss einem am 1. März 2017 ausgestrahlten Bericht der Westschweizer Journalisten Marie Maurisse und François Pilet betreibt Octapharma Blutspendezentren in den USA, die sich gezielt an Arbeitslose und Geringverdiener richten. Die dafür entrichteten Entschädigungen liessen sich kaum von bezahlten Plasmaspenden abgrenzen. Die Rhein-Neckar-Zeitung wirft dem Bericht des Fernsehsenders Arte wiederum eine wenig fundierte und einseitige Recherche vor, da man nicht die eigentliche Struktur der Spenderzentren gezeigt und andere Marktteilnehmer ausgeblendet habe.